# Ibtissam Jraidi
Ibtissam Jraidi (en arabe : إبتسام جرايدي), née le 9 décembre 1992 à Casablanca, est une footballeuse internationale marocaine évoluant au poste d'attaquante à Al-Ahli FC.
Elle est connue pour être la première joueuse marocaine de l'histoire à marquer dans une phase finale de Coupe du monde, lors de l'édition 2023 en Australie et Nouvelle-Zélande.

## Carrière en club

### Débuts et formation
Ibtissam Jraidi commence à pratiquer le football très jeune, dès l'âge de 7 ans, à travers les équipes de quartier. Elle joue au Nassim Sidi Moumen (ANCS) avant de rejoindre l'AS FAR.

### Révélation à l'AS FAR
Elle y remporte le championnat du Maroc à neuf reprises entre 2013 et 2022, ainsi que la Coupe du Trône huit fois entre 2013 et 2020. Elle est élue meilleure joueuse du championnat du Maroc lors de la saison 2015-2016, et termine meilleure buteuse dudit championnat à cinq reprises, lors des saisons 2016-17, 2017-18, 2019-20, 2020-21 et 2021-22.
En octobre 2016, l'AS FAR s'adjuge la Coupe de l'amitié Maroc-Émirats arabes unis en s'imposant à Dubaï face à Abu Dhabi sur le score de 4-2. Ibtissam inscrit une des réalisations du club marocain.

#### Ligue des champions CAF 2021: Le bronze
Avec l'AS FAR, elle parvient à se qualifier pour la phase finale de la première édition de la Ligue des champions féminine de la CAF organisée en Égypte en novembre 2021. Hormis le match pour la 3e place remporté par l'AS FAR, elle est titulaire à toutes les rencontres.

#### Ligue des champions CAF 2022: L'AS FAR sacrée
Comme le Maroc est désigné en tant que pays hôte de la Ligue des champions 2022, l'AS FAR se retrouve qualifiée d'office pour la phase finale.
Ibtissam Jraidi marque l'unique but du match contre Simba (1-0) lors de la première journée. Elle marque un but de la tête sur un centre de Ghizlane Chhiri à la 67e minute.
Jraidi récidive lors de la 3e journée de groupe le 6 novembre 2022 en marquant un des buts du succès (2-0) contre les Determine Girls du Libéria.
Elle inscrit l'unique but de la demi-finale le 9 novembre 2022 contre les Nigérianes de Bayelsa Queens qui permet à l'AS FAR de se qualifier en finale pour la première fois de son histoire.
Puis le 13 novembre 2022, l'AS FAR s'impose en finale et remporte la compétition aux dépens du tenant du titre Mamelodi Sundowns après s'être imposée 4 buts à 0. Durant cette finale, Ibtissam Jraidi réalise un coup du chapeau et termine meilleure buteuse de la compétition avec 6 réalisations.

### Expérience en Arabie saoudite avec Al-Ahli FC (depuis 2022)
Après plusieurs saisons passées à l'AS FAR, Ibtissam Jraidi, décide de changer d'air à l'âge de 30 ans pour s'essayer à l'étranger en Arabie saoudite. Elle s'engage le 12 décembre 2022 avec le club d'Al-Ahli FC.
Le 23 décembre, alors qu'elle dispute son deuxième match sous ses nouvelles couleurs, Jraidi inscrit un sextuplé contre Sama Sport. Match qui voit Al-Ahli s'imposer sur le score large de 9-1. Puis elle retrouve le chemin des filets, un mois plus tard en inscrivant un triplé contre Al-Nassr le 24 janvier 2023, soit les trois buts de son équipe qui n'a pas pu éviter la défaite (4-3).
Elle récidive la journée suivante le 31 janvier contre Al-Shabab FC en s'offrant un autre triplé. Le match qui suit, le 4 février, elle inscrit un doublé face à Al-Hilal FC mais son équipe s'incline (6-3). Puis le 11 février, elle s'offre un nouveau triplé contre l'Eastern Flames portant ainsi son total de buts à 17.
Elle entame une nouvelle saison avec Al-Ahli et retrouve le chemin des filets le 10 novembre 2023 avec un doublé contre l'Eastern Flames dans le cadre de la 4e journée de championnat.
Le 23 novembre 2023, Al-Ahli écrase Al Bayraq par 17 buts à 1 face dans le cadre des 8e de finale de la Coupe nationale. Ibtissam Jraidi y marque  un sextuplé.
Lors du derby face à Al-Ittihad le 14 décembre 2023 elle inscrit un des buts d'Al-Ahli mais son équipe s'incline sur le score de 6-2. La journée qui suit, elle s'offre un triplé et contribue à la victoire 4-0 d'Al-Ahli sur le terrain d'Al-Riyadh.
Le 30 décembre 2023, Ibtissam Jraidi contribue à la qualification de son équipe pour les demi-finales de la Coupe en inscrivant un triplé contre Al-Nassr (victoire 4-3 après prolongations). Puis contre Al-Qadsiah le 9 février 2024 elle inscrit un doublé qui permet à Al-Ahli de se qualifier en finale de la Coupe (victoire, 3-2). Puis lors de la 12e journée, le 22 mars 2024 à Djeddah, elle contribue à la victoire face à Al-Nassr 5 buts à 3 grâce à un doublé. 
Vient alors le jour de la finale de la Coupe nationale face à Al-Shabab qui voit Al-Ahli s'imposer sur le score de 3 buts à 2 et remporter donc le titre. Ibtissam Jraidi contribue au sacre en inscrivant deux buts dans cette finale disputée le 28 mars 2024 à Riyad. 
Dans le cadre de la 13e journée de championnat, Ibtissam Jraidi est impliqué sur les quatre buts de son équipe en inscrivant un triplé et en offrant une passe décisive face à Al-Ittihad (victoire, 4-0). La journée suivante, elle s'offre un autre triplé contre Al-Riyadh portant son total de buts de la saison en championnat à 17. Grâce à ses 17 réalisations, elle termine meilleure buteuse de la saison, devançant la Vénézuelienne Oriana Altuve (14 buts) et l'Algérienne Lina Boussaha (12 buts).

#### Troisième saison avec Al-Ahli FC
Ibtissam Jraidi poursuit avec le club de Djeddah pour une troisième saison consécutive. Contre Al-Shabab le 11 octobre 2024, elle s'offre un triplé et deux passes décisives contribuant ainsi à la victoire de son équipe sur le score de 6 buts à 2. Le week-end qui suit dans le cadre des seizièmes de finale de la Coupe nationale, elle inscrit six buts contre Al Hamma FC.
Le 10 janvier 2025 dans le cadre de la 10e journée de championnat, elle inscrit un quadruplé et une passe décisive face à Al Amal FC contre qui Al-Ahli s'impose largement avec un score de 8 buts à 2.
En marquant face à Al-Ittihad le 18 janvier 2025, Jraidi inscrit son 50e but dans le championnat saoudien (victoire, 4-2).
Le 19 mars 2025, Al-Ahli remporte la Coupe nationale en s'imposant en finale face à Al-Qadsiah FC sur le score de 2 buts à 1. Ibtissam Jraidi dispute la rencontre en tant que titulaire et est impliquée sur les deux buts de son équipe avec un but et une passe décisive. Le club d'Al-Ahli réussit donc à conserver son titre.
Comme lors de la saison précédente, le club d'Al-Ahli termine vice-champion d'Arabie saoudite, dauphin d'Al-Nassr. Avec 26 buts marqués, Ibtissam Jraidi parvient à conserver son titre de meilleure buteuse du championnat, devançant l'internationale camerounaise Ajara Nchout (24 buts).

## Carrière internationale

### Équipe du Maroc
Ibtissam Jraidi est régulièrement sélectionnée en équipe nationale depuis 2010,.
Elle a disputé plusieurs campagnes de qualifications aussi bien pour la CAN, la Coupe du monde, ou encore pour les Jeux olympiques. Mais son équipe ne parvenait pas à se qualifier aux diverses phases finales respectives.
Un de ses rares titres collectifs en sélection est celui du Tournoi de l'UNAF remporté en février 2020 avec l'Américaine Kelly Lindsey. Durant cette édition organisée en Tunisie elle inscrit un but lors de la dernière journée, face à l'Algérie (victoire, 2-0).
Avec la venue de Reynald Pedros en novembre 2020 qui préfère aligner Rosella Ayane, Ibtissam Jraidi perd peu à peu son statut de titulaire.

#### Coupe d'Afrique des nations 2022
Elle fait partie des 26 joueuses sélectionnées par Pedros pour prendre part à la CAN 2022. Le Maroc atteint la finale de cette édition et se qualifie pour la première fois à la Coupe du monde. Bien que dans le groupe, Ibtissam Jraidi joue très peu (17 minutes en 3 matchs).

#### Coupe du monde 2023: Exploit des Marocaines
Elle prend part au stage qui a lieu en février à Antalya (Turquie) où la sélection affronte la Slovaquie et la Bosnie-Herzégovine. Remplaçante lors des deux rencontres, elle n'entre en jeu que contre les Bosniennes.
Ibtissam Jraidi fait partie des 28 joueuses présélectionnées par Reynald Pedros pour disputer la Coupe du monde 2023 organisée en Australie et Nouvelle-Zélande. Après le stage effectué en Autriche et les matchs amicaux disputés contre l'Italie et la Suisse, Jraidi est sélectionnée dans la liste finale des 23 joueuses retenues pour défendre les couleurs marocaines au Mondial.
Le 30 juillet 2023 contre la Corée du Sud à Adélaïde, elle marque le premier but de l'histoire de la sélection en Coupe du monde qui offre la première victoire du Maroc dans la compétition. Élue femme du match, elle inscrit le but de la tête sur un centre de Hanane Aït El Haj, son but est le troisième le plus rapide de l'histoire du tournoi marqué par un pays africain après celui du Nigeria inscrit par Nkiru Okosieme contre les États-Unis en 1999 (après 2 minutes de jeu) et celui de la Côte d'Ivoire en 2015 contre la Thaïlande inscrit par Ange N'Guessan (après 4 minutes). Puis lors de la dernière journée, les Lionnes de l'Atlas rééditent avec une autre victoire contre la Colombie (1-0). Dans le même temps, la Corée du sud réussit à tenir en échec l'Allemagne (1-1). Résultats qui permettent au Maroc de décrocher une qualification historique pour les huitièmes de finale. Après cet exploit, les protégées de Reynald Pedros se frottent aux Françaises. Largement dominatrice, la France s'impose sur le score de 4-0 et l'aventure du Maroc au Mondial prend fin. Ibtissam Jraidi joue l'ensemble des rencontres disputées par le Maroc durant le tournoi. Hormis face à l'Allemagne, elle démarre en tant que titulaire lors des matchs restants.

#### JO 2024: Echec des Marocaines au dernier tour des qualifications
Dans le cadre des préparations aux qualifications des Jeux olympiques 2024, le Maroc reçoit la Zambie les 22 et 26 septembre 2023 pour une double confrontation amicale. Les Marocaines s'inclinent lors des deux rencontres.

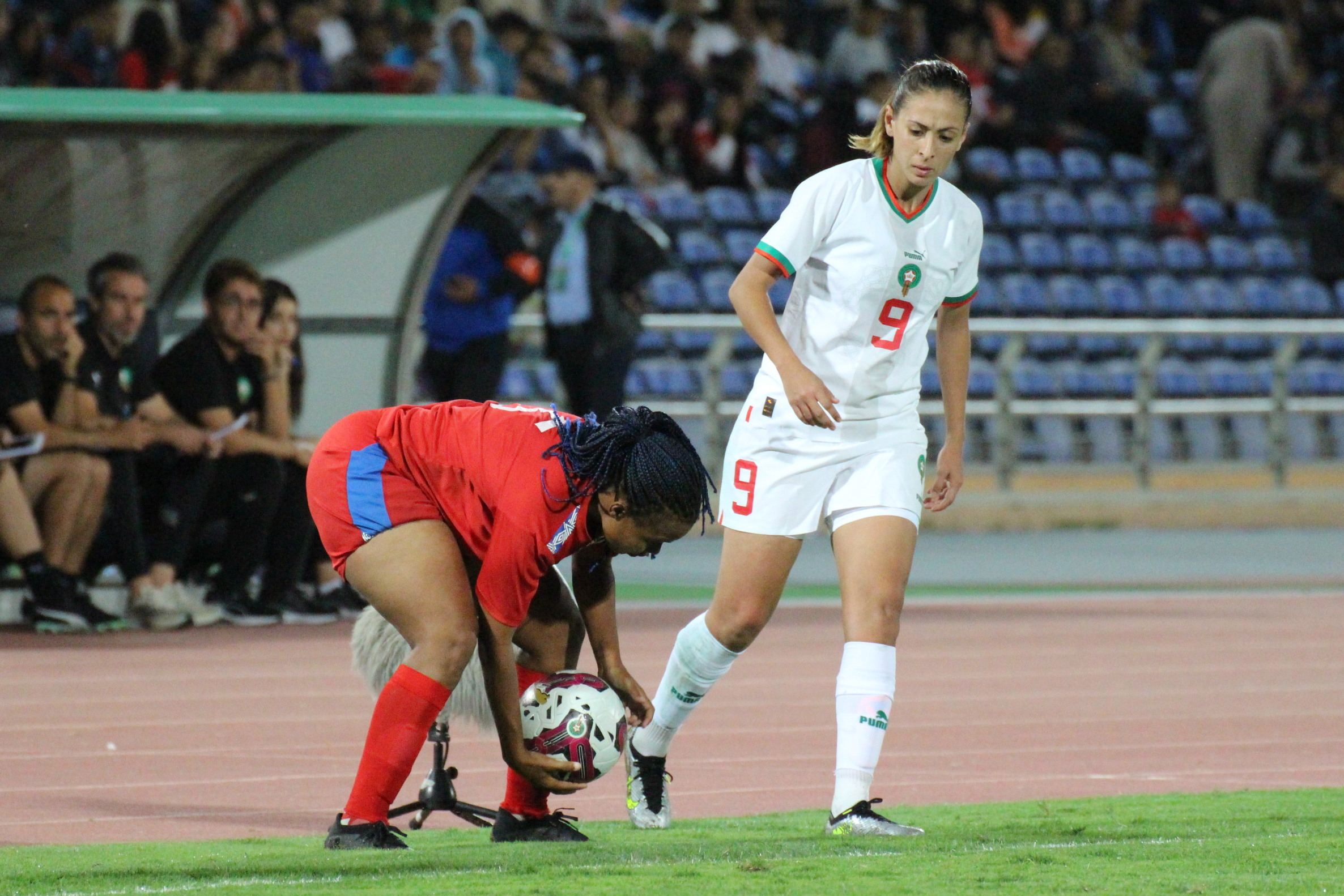
Ibtissam Jraidi face à la (octobre 2023)

 La première à Casablanca sur le score 2-0 et la deuxième à Rabat sur un lourd score de 6 à 2. Ibtissam Jraidi participe aux deux matchs mais manque de réalisme notamment lors de la première rencontre. Elle trouve la barre transversale lors du deuxième match et provoque un pénalty transformé par Sakina Ouzraoui Diki.
Elle reçoit une convocation de la part de Jorge Vilda, fraîchement nommé à la tête de l'équipe nationale, pour disputer une double confrontation face à la Namibie les 26 et 31 octobre 2023 dans le cadre du deuxième tour des qualifications des Jeux olympiques 2024. La Namibie étant dans l'incapacité de recevoir, les deux matchs se jouent au Maroc. Les Marocaines s'imposent lors des deux manches. La première à Marrakech le 26 octobre 2023 sur le score de 2-0, et la deuxième à Rabat avec le même score. Ibtissam Jraidi est titularisée lors des deux rencontres et provoque un pénalty transformé par Ghizlane Chebbak lors du match retour,.
Début décembre, la sélection affronte l'Ouganda en deux matchs amicaux. Si Ibtissam Jraidi ne participe à la première rencontre, elle dispute la deuxième le 5 décembre 2023 à Rabat en tant que titulaire et réalise une passe décisive pour Imane Saoud dans un match qui se solde par une victoire marocaine (3-0).
La sélection marocaine affronte la Tunisie lors du 3e tour des qualifications aux JO 2024, les 23 et 28 février 2024 respectivement à Soliman et Rabat. Le Maroc se qualifie en remportant les deux manches, 2-1 en Tunisie puis 4-1 au Maroc. Jraidi qui prend part aux deux rencontres en tant que titulaire, délivre une passe décisive à Ghizlane Chebbak au match aller et inscrit un triplé lors du match retour.
Les Marocaines sont donc opposées aux Zambiennes lors du 4e et dernier tour des qualifications. Si elle est parvenue à s'imposer en Zambie lors du match aller le 5 avril 2024 sur le score de 2 buts à 1, la sélection marocaine ne parvient pas à se qualifier pour la phase finale des Jeux à la suite de sa défaite 2 à 0 au match retour à Rabat le 9 avril 2024 après prolongations. Ibtissam Jraidi participe aux deux matchs en tant que titulaire. Maladroite, elle manque plusieurs occasions de marquer.

#### Coupe d'Afrique 2024: Nouvel échec en finale
Ibtissam Jraidi est sélectionnée par Jorge Vilda pour une double confrontation amicale face à la RD Congo les 30 mai et 3 juin à 2024 Berkane. Le Maroc remporte les deux rencontres. La première sur le score de 2 buts à 1 et la deuxième, 3 buts à 2. Jraidi entre en jeu lors de la première manche et inscrit le but victorieux dans les dernières minutes. Puis lors de la deuxième manche, elle débute titulaire et inscrit les trois buts de la sélection marocaine.
Elle est convoquée pour disputer deux matchs amicaux contre la Tanzanie et le Sénégal respectivement les 25 et 29 octobre 2024 au Stade Père-Jégo. Les Marocaines remportent les deux rencontres avec un score de 4-1 face aux Tanzaniennes et une large victoire face aux Sénégalaises, 7-0. Ibtissam Jraidi dispute les deux rencontres titulaire, marque un but face à la Tanzanie et s'illustre avec un doublé face au Sénégal,. Le mois qui suit, elle est convoquée pour disputer deux matchs amicaux contre le Botswana et le Mali respectivement les 28 novembre et 3 décembre 2024. Le Maroc remporte les deux rencontres, 3-1 face au Botswanaises et 1-0 face aux Maliennes. Titulaire lors des deux matchs, Jraidi inscrit un doublé face au Botswana et marque l'unique but du match contre le Mali.
Toujours dans le cadre des préparations à la CAN, elle est convoquée par Jorge Vilda pour disputer deux matchs amicaux internationaux, face au Ghana et Haïti respectivement les 21 et 25 février 2025 à Casablanca. Les Marocaines s'imposent face aux Ghanéennes (1-0) et font match nul contre les Haïtiennes (1-1). Ibtissam Jraidi participe aux deux matchs en tant que titulaire,. Elle est convoquée pour le stage suivant afin de disputer deux matchs amicaux contre la Tunisie et le Cameroun les 4 et 8 avril 2025 au Stade Père-Jégo. Les Marocaines s'imposent face aux Tunisiennes avec un score de 3 buts à 1. Cependant, elles s'inclinent face aux Camerounaises (0-1). Jraidi participe aux deux matchs en tant que titulaire,.
Le 24 juin 2025, la FRMF annonce la liste finale pour la CAN 2024. Ibtissam Jraidi fait partie des joueuses retenues par Jorge Vilda. Le Maroc qui atteint la finale pour la deuxième fois consécutive, ne parvient pas à remporter le titre. Durant cette édition, les Marocaines terminent première de leur groupe après un nul face aux Zambiennes (2-2), une victoire face aux Congolaises (4-2) et un succès face aux Sénégalaises (1-0). En quart de finale, le Maroc élimine le Mali (3-1) puis s'impose en demi-finale aux tirs au but face Ghana (4-2, 1-1 après prolongations). Les joueuses de Jorge Vilda s'inclinent en finale face au Nigeria (3-2) après avoir mené au score (2-0) jusqu'à l'heure de jeu. Ibtissam Jraidi prend part à l'ensemble des rencontres du tournoi en tant que titulaire et inscrit trois buts dont un doublé face au Mali. La CAF la nomme dans l'équipe-type du tournoi.

## Palmarès
| AS FAR (20) | Al-Ahli FC (2) | Maroc (2) |
| --- | --- | --- |
| - Championnat du Maroc (9): - Championne : 2013, 2014, 2016, 2017, 2018, 2019, 2020, 2021, 2022 - Vice-championne : 2015 - Coupe du Trône (8): - Vainqueur : 2012-13, 2013-14, 2014-15, 2015-16, 2016-17, 2017-18, 2018-19, 2019-20 - Supercoupe Maroc-Emirats (1) : - Vainqueur : 2016 - Tournoi de l'UNAF (1) : - Vainqueur : 2021 - Ligue des champions de la CAF (1) : - Vainqueur : 2022 - 3e place : 2021 | - 'Championnat d'Arabie saoudite : - Vice-championne : 2024, 2025 - Coupe d'Arabie saoudite (2) : - Vainqueur : 2024, 2025 | - Coupe d'Afrique des nations - Finaliste : 2022 et 2024 - Tournoi UNAF (1) - Vainqueur : 2020 - Coupe Aisha Buhari - 2e place : 2021 - Tournoi de Malte (1) - Vainqueur : 2022 |

## Distinctions individuelles
- 5 fois meilleure buteuse du championnat marocain : 2016-17 (39 buts)[60], 2017-18[3], 2019-20 (35 buts)[61], 2020-21 (36 buts) et 2021-22 (31 buts)[6]
- Meilleure joueuse du championnat marocain : 2015-16[62]
- Meilleure joueuse marocaine à l'étranger : 2023-24[63]
- Meilleure buteuse de la Ligue des champions de la CAF : 2022 (6 buts)
- 2 fois meilleure buteuse du championnat d'Arabie saoudite : 2023–24 (17 buts) et 2024-25 (26 buts)
- Meilleure buteuse de la Coupe d'Arabie saoudite 2023–24 (14 buts) et 2024–25 (9 buts)[64].
- Dans le onze-type de la Ligue des champions CAF 2022 par la CAF[65]
- Membre de l'équipe-type africaine de l'année de l'IFFHS : 2022[66]
- Dans le onze-type de la CAN 2024 par la CAF[67].